# Донгпхаяйєн
Донгпхаяйєн (тай. ป่าดงพญาเย็น, «Джунглі володаря холоду») — гірська система в центральному Таїланді. Є продовженням хребта Пхетчабун і відділяє долину Чаопхраї від плато Кхорат. Довжина гір — 230 км, на південь вони простягнулися як гори Санкамбенг, і далі на схід — Дангрек. На півночі масив розташований у басейні річки Мун, на півдні — Меконгу. висота масиву від 100 до 1350 м, найвища точка, гора Кхао-ром має висоту 1351 м.
На території масиву розташовані декілька національних парків. Найбільш відвідуваний із них — Кхао Яй, перший національний парк Таїланду. Інші парки — Та-пхрайя на межі з Камбоджею, Тхап-лан, Пангсида, Пхра-Пхуттхачай і природний резерват Донгьяй. Загальна площа масиву, займана національними парками, складає 6155 км².
Раніше масив називався Донгпхаяфай («Джунглі володаря вогню»), оскільки багато мандрівників заражалися тут малярією. У XIX столітті велику частину лісового масиву було знищено, після чого назву була змінено королівським указом, щоб показати, що подорож у ці гори не небезпечна.
З 14 липня 2005 року гірську систему включено до списку Всесвітньої спадщини ЮНЕСКО.

## Галерея

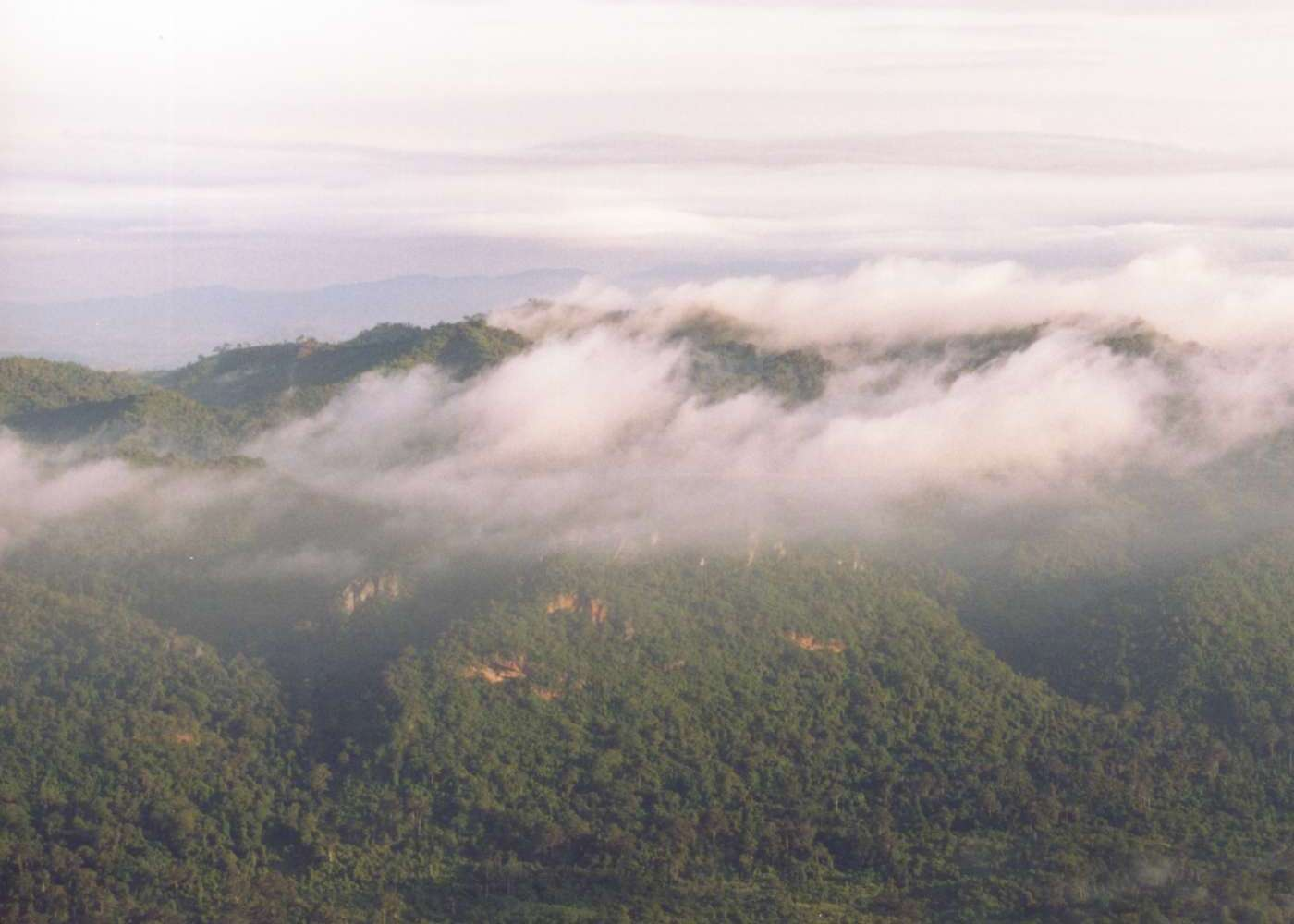
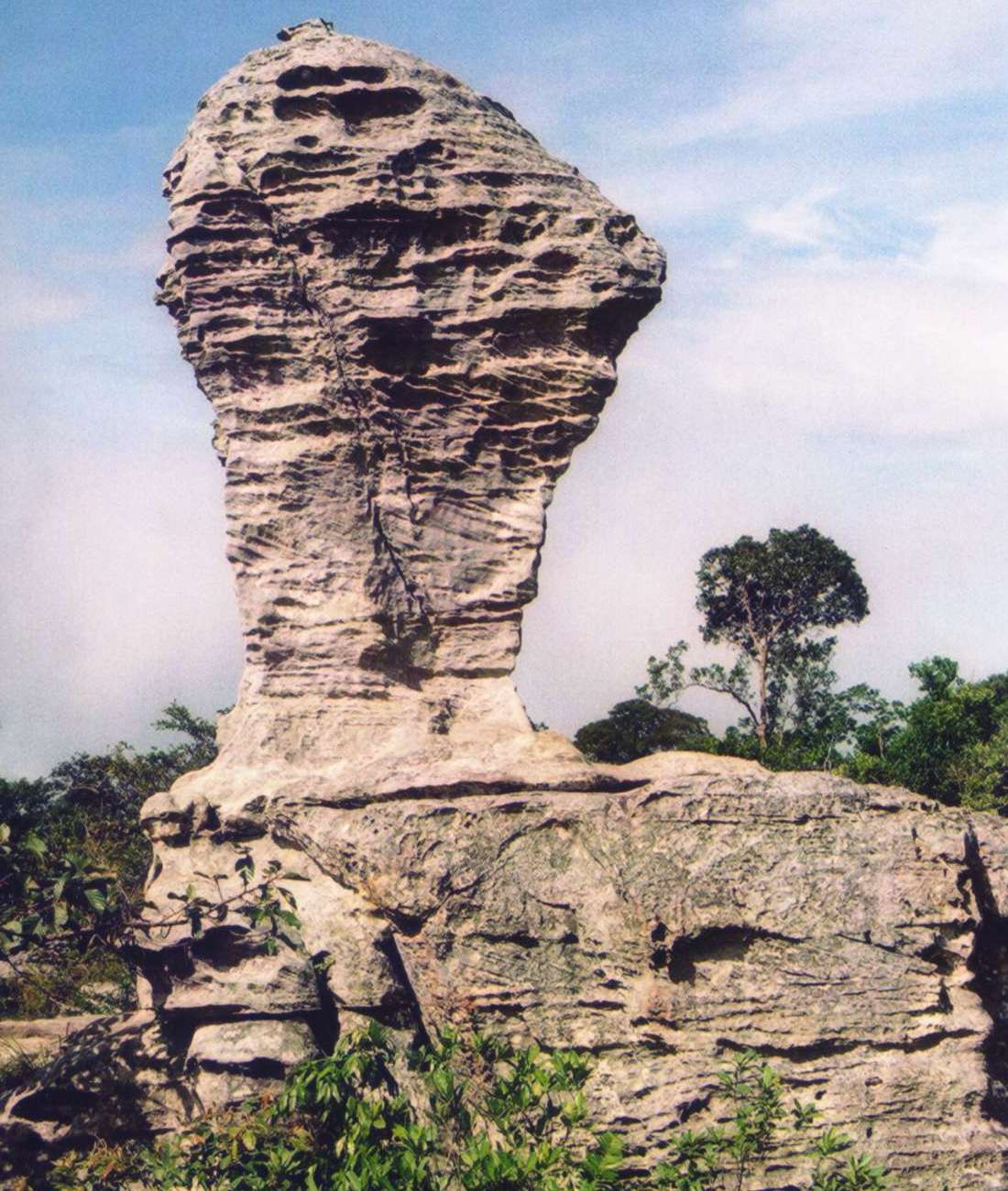
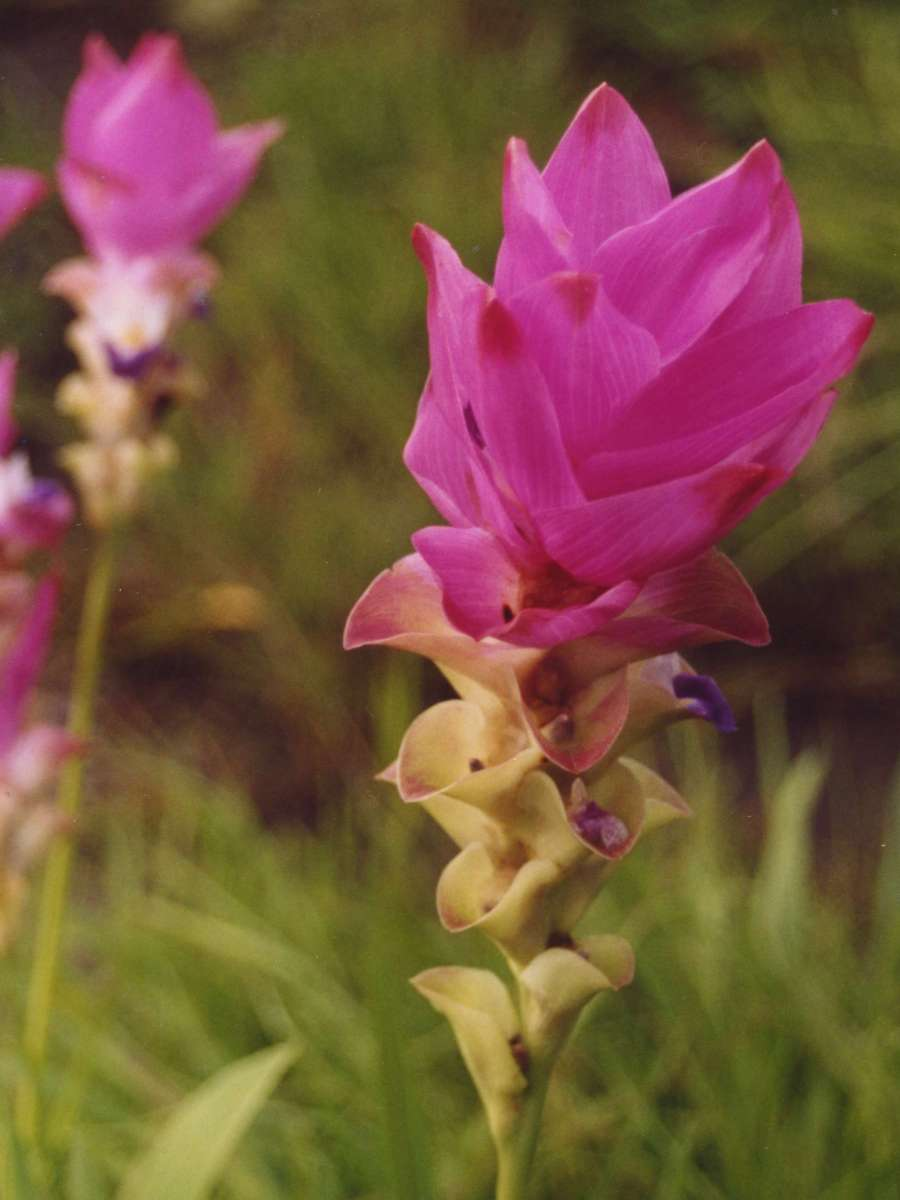
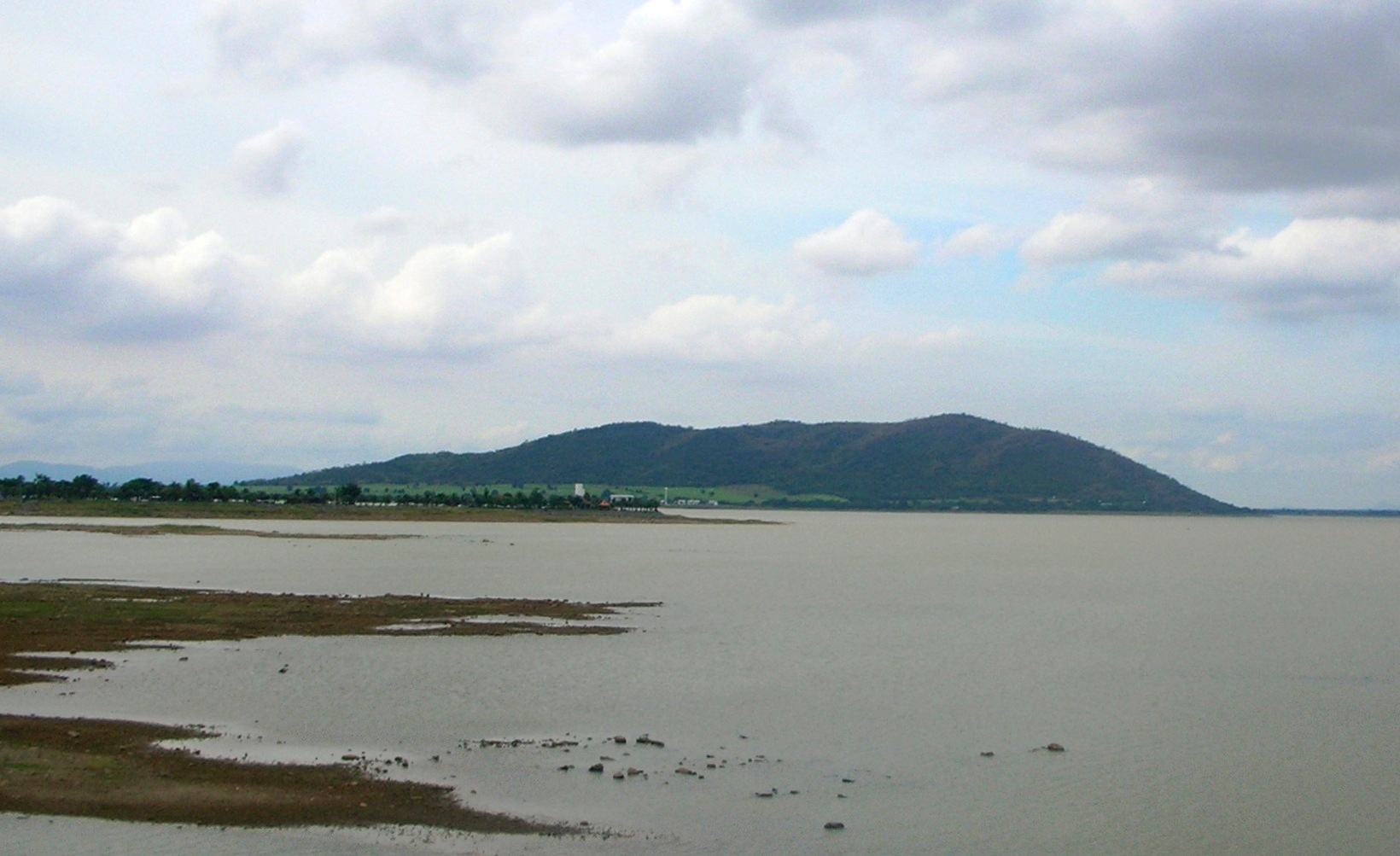

## Ресурси Інтернету
- Вікісховище має мультимедійні дані за темою: Донгпхаяйєн
- National Park Division of Thailand [Архівовано 23 лютого 2006 у Wayback Machine.](англ.)
- New Liphistius species (Araneae, Mesothelae) from western and eastern Thailand
- The Northeast [Архівовано 19 січня 2019 у Wayback Machine.]
- Royal State Railways of Siam — History